# Бальна сукня

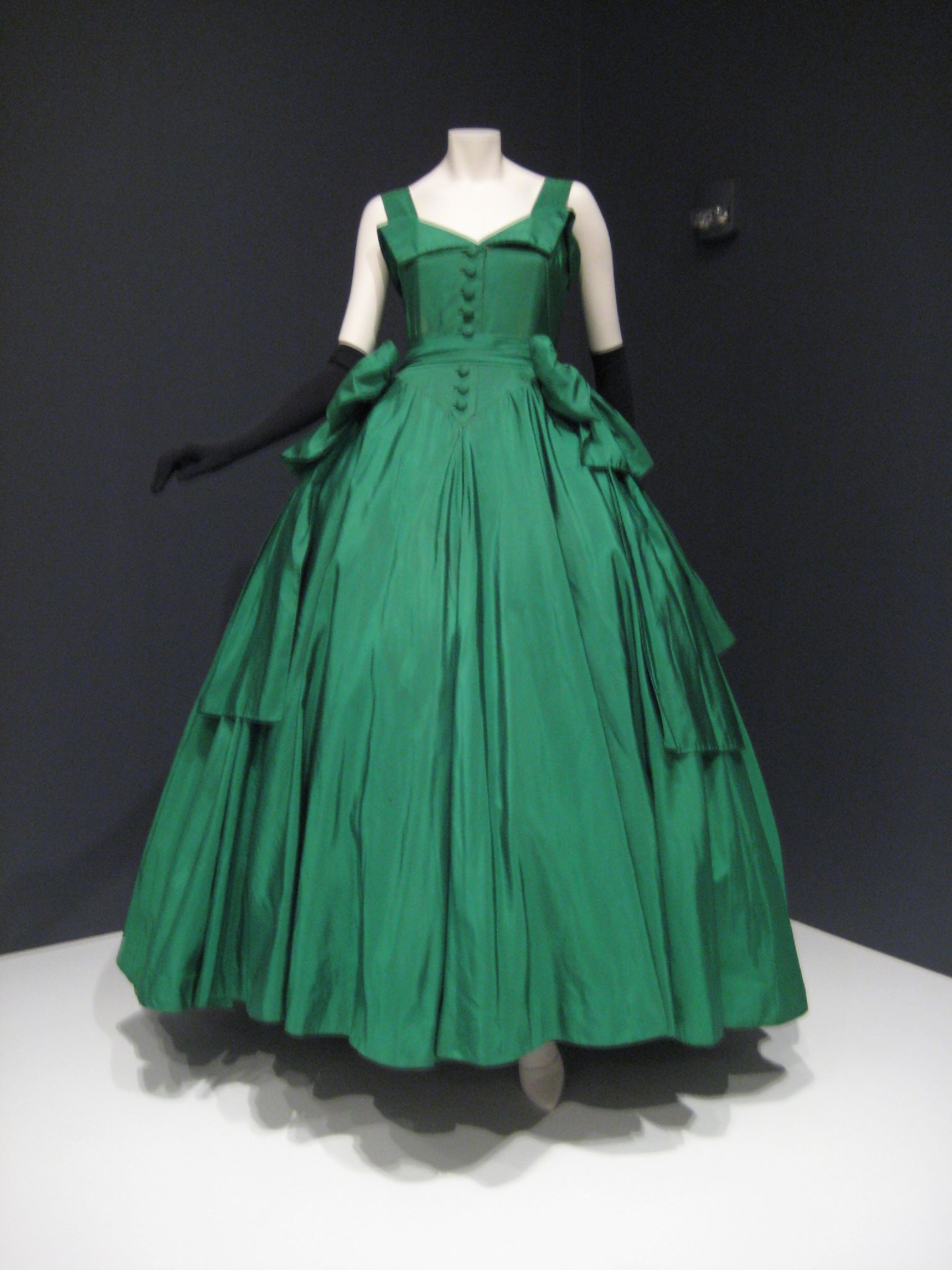
Крістіан Діор. Бальна сукня

## Значення
Бальна сукня — жіночий одяг із пишною довгою спідницею та корсетом. Здебільшого для виготовлення такої сукні використовують натуральні тканини, як-от сатин, шовк, тафта й оксамит. Бальні сукні зі штучних тканин з'явились набагато пізніше, у другій половині XIX століття, коли було винайдено та поширено перші синтетичні матеріали. Бальні сукні оздоблюють мереживом, перлами, блискітками, вишивкою та оборками. Стандартними аксесуарами до такої сукні є бальні черевички та клатч. Також їх доповнюють палатином (шаллю з дорогої тканини), плащем із капюшоном, накидкою з прикрасами та рукавичками «оперної» довжини. Одруженим дамам дозволялося доповнювати образ діадемою. Таку сукню також можна носити з державними нагородами.
Бальна сукня є дрес-кодом на урочисті події (аналогічно до білої краватки-метелика для чоловіків). Вона є символом елегантності та підкреслює урочисту атмосферу заходу, де від гостей очікується бездоганний вигляд.
У давнину носити таке вбрання могли лише заможні жінки та дівчата. Форма сукні почала змінюватися з середини  XVIII століття. Більшість сучасних фасонів для зручності імітують корсет, доповнюючи його декольте або вирізами на плечах.

## Історія
В епоху Регентства (періоду в британській історії з 1811 по 1820 рік) вечірні сукні були формальним жіночим вбранням. Силует таких суконь був виконаний у стилі ампір, тобто з завищеною талією, короткими рукавами й досить вузькою спідницею. Однак у Вікторіанську епоху спідниці стали пишнішими.
Вечірні сукні шилися зі спідницями, що розширюються донизу та мають багато шарів. Тому збільшення ваги спідниці призвело до розвитку виробництва кринолінів. У 1850-х і 1860-х роках кринолін носили як зі звичайними, так і з вечірніми сукнями.

З 1870-х років силует таких суконь знову звужувався, а увага зосереджувалася на задній частині спідниці. Тому популярності набув турнюр — каркас для підтримки задньої частини спідниці. Наприкінці XIX століття турнюр зник, і спідниці знову мали «дзвоноподібний» силует.

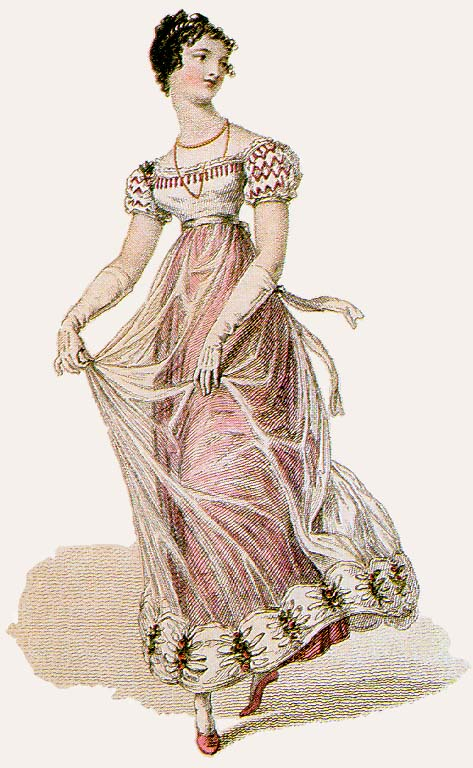
Бальна сукня, 1823

В епоху короля Едуарда жіночі сукні мали «S»-подібний силует. Протягом 1920-х років оздоблення на сукнях стало більш яскравим, оскільки їх почали прикрашати вишивкою з трояндами. У часи «Великої депресії» сукні знову стали більш консервативними.
Після закінчення Другої світової війни в 1947 році відомий кутюр'є Крістіан Діор представив свою колекцію під назвою «New Look». Ця колекція охоплювала сукні з чітко підкресленою талією та пишними спідницями.
Для пошиття таких суконь використовували виключно дорогі тканини. Бальні сукні знову стали модними. Тепер вони мали ліф без бретелей, а короткі рукави були так само поширені, як і вирізи на плечах. Нині бальні сукні й досі залишаються найбільш вишуканим жіночим вбранням; їх носять виключно на урочисті події та бали.

## Гардероб
Згідно з правилами етикету, доречним жіночим вбранням, яке слід одягати на урочисті заходи, є бальна сукня.
Елементи жіночого гардероба мають включати:
- бальну сукню довжиною до підлоги;
- рукавички до ліктя (також відомі як «оперної довжини»);
- бальні туфельки, найчастіше на високих підборах;
- ювелірні прикраси, як-от сережки,  намисто та, за бажанням, браслети;
- палатин, плащ із капюшоном, накидку або пальто довжини максі;
- сумку-клатч або маленьку вечірню сумочку.

Не є обов'язковими:
- державні нагороди (доречні лише в тому випадку, якщо про них згадується в запрошенні);
- годинник (тільки якщо його циферблат прихований і він більше нагадує браслет);
- бантики, що прикріплюються шпильками до грудей;
- діадеми, одягають здебільшого одружені жінки.

## Дебютантки
Для свого першого виходу «у світ» дебютантки вдягали довгі білі сукні, схожі на до бальні сукні, які носили в давнину.
Також вдягали довгі білі шкіряні рукавички вище ліктя, оздоблені маленькими перламутровими ґудзиками на зап'ясті, хоча в наш час досить поширені довгі рукавички з атласу.